# Этатизм
Этати́зм (фр. étatisme — госуда́рственничество, от фр. état — государство):
- убеждение в том, что государство должно вмешиваться в жизнь общества и контролировать его экономические и социальные институты[1][2][3][4];
- политика и социологическая теория[5] активного вмешательства государства во все сферы общественной и частной жизни;
- направление политической мысли, рассматривающее государство как высший результат и цель общественного развития[6].

Государственник — приверженец государственничества, сторонник твёрдой государственной власти, мыслящий по-государственному, действующий в государственных интересах.
Идеологические течения, противостоящие этатизму: либертарианство, минархизм, анархизм, коммунизм. При этом мотивы и основные причины такого противостояния государству различаются в зависимости от средств и целей, которые должны быть достигнуты последователями той или иной идеологии.

## Этатистские доктрины и этатистская практика

### Этатистские доктрины
Различные доктрины, относящиеся к этатизму, имеют общее плановое и дирижистское видение государства. Явными проявлениями этатизма могут быть идеологическая, культурная, государственная собственность на средства производства, контроль и централизация основных видов экономической деятельности, государственная монополия.
Обоснование этатизма может иметь различные причины:
- Восприятие общества, где люди имеют неравные условия жизни. (Одна из формул для обоснования обязательных и социальных сборов).
- Восприятие неравного перераспределения богатства, следовательно, реализация политики перераспределения доходов.
- Восприятие чувства экономической или социальной незащищённости.
- Негативное или уничижительное восприятие экономической или социальной свободы.
- Стремление подчинить все общество политическому контролю со стороны государства.
- Желание использовать государство для защиты особых интересов.
- Желание сделать государство моральным агентом над всеми гражданами.

### Этатистская практика
Действия этатизма могут быть конкретно развёрнуты в различных областях:
- Экономические (государственные монополии, планирование, протекционизм, монетарный и финансовый интервенционизм);
- Институциональные или конституционные (унитаризм);
- В сфере обеспечения государством социальных и налоговых услуг;
- Административный, нормативный и правовой;
- Геополитика или международная политика (суверенитет, национализм);
- В области религиозного, идеологического, морального образования (теократия, государственная идеология, национальное образование);
- Образование, культура, спорт.

## Формы этатизма
Этатизм может принимать различные формы от поддержки минимального государства до тоталитаризма. Первое предполагает сокращение функций и полномочий государства до необходимого минимума, ограниченного защитой людей от агрессии, воровства, нарушения контрактов и мошенничества, то есть минимальное государство — ночной сторож с армией, полицией и судами. Некоторые могут также включать в его функции пожарных, тюрьмы и др. Государство всеобщего благосостояния и другие умеренные уровни этатизма также являются примерами этатизма. Тоталитаристы предпочитают максимальное, всеобъемлющее государство. В XX веке основные тоталитарные режимы были в Германии, Италии и СССР.

## Государство, общество и частные лица
Авторитаристы и автократы считают, что сильное, авторитарное государство должно законодательно закреплять или применять моральные и культурные обычаи. Версия этатизма, поддерживаемая фашизмом, гласит, что суверенитет принадлежит не народу, а национальному государству, и что все люди и объединения существуют только для усиления власти, престижа и благосостояния государства. Он отвергает индивидуализм и возвышает нацию как органическое тело, возглавляемое верховным лидером и воспитываемое единством, силой и дисциплиной. Фашизм и некоторые формы корпоративизма превозносят моральную позицию о том, что корпоративная группа, обычно имеется ввиду государство, больше, чем сумма её частей, и что у людей есть моральное обязательство служить государству.

## Экономический этатизм
Экономический этатизм заключается в государственном экономическом вмешательстве и государственном регулировании экономики, а также представлении о том, что государство играет важную, необходимую и законную роль в управлении экономикой, — либо непосредственно через государственный сектор экономики и другие механизмы управления, либо косвенно через плановую экономику.

### Государственный интервенционизм
Термин «этатизм» используется для обозначения рыночной экономики с большим объёмом государственного вмешательства, регулирования или влияния на рыночную, социальную рыночную или смешанную рыночную экономику. Экономический интервенционизм утверждает, что государство играет легитимную или необходимую роль в рамках капиталистической экономики, вмешиваясь в рынки, регулируя меры против чрезмерного роста промышленности частного сектора экономики и предоставляя или субсидируя товары и услуги, не произведённые рынком должным образом.

### Государственный социализм
Государственный социализм в широком смысле относится к формам социализма, основанным на государственной собственности на средства производства и государственном распределении ресурсов. Он часто используется применительно к экономическим системам советского типа.
В некоторых случаях при использовании в отношении экономики советского типа государственный социализм используется взаимозаменяемо с государственным капитализмом на том основании, что советская модель экономики фактически основывалась на процессе накопления капитала, ориентированного на государство, и социальной иерархии.
В политическом плане государственный социализм часто используется для обозначения любой социалистической политической идеологии или движения, которое выступает за использование государственной власти для строительства социализма или за убеждение в том, что государство должно быть использовано для обеспечения успеха социалистических преобразований.

### Государственный капитализм
Этатизм может быть использован и для обозначения государственного капитализма. Государственный капитализм относится к формам капитализма, которые характеризуются высокой концентрацией государственных коммерческих предприятий.
В некоторых случаях государственный капитализм относится к экономической политике, такой как дирижизм, существовавший во Франции во второй половине 20-го века; и к современной экономике Китайской Народной Республики и Сингапура, где правительство владеет контрольными долями в публичных компаниях. Некоторые авторы также определяют бывшую экономику Восточного блока как форму государственного капитализма.

## Этатизм в разных странах

### Турция
В первые десятилетия существования Турецкой Республики правительство и банки, созданные и находящиеся в собственности государства, были вынуждены субсидировать большинство промышленных проектов из-за отсутствия сильного частного сектора. Принцип этатизма был принят правительством Кемаля Ататюрка и включён (в 1931) в программу Республиканской народной партии и (в 1937) в конституцию Турецкой Республики как официальная экономическая доктрина, однако если до принятия, в период с 1923 по 1926 год, сельскохозяйственное производство выросло на 87 %, а промышленность и услуги росли более чем на 9 % в год с 1923 по 1929 год, то после принятия доктрины этатизма рост значительно замедлился, за исключением периода между 1935 и 1939 годами, когда он достигал 6 % в год. В течение 1940-х годов экономика находилась в состоянии стагнации, в значительной степени из-за того, что поддержание вооружённого нейтралитета во время Второй мировой войны увеличило военные расходы страны, почти полностью сократив объём внешней торговли. После 1950 года страна страдала от экономических потрясений примерно раз в десять лет, в 1960-е был выдвинут лозунг «нового этатизма», а самый серьёзный экономический кризис произошёл в конце 1970-х годов.
В течение первых шести десятилетий существования республики, до 1983 года, Турция в целом придерживалась квазистатистского подхода со строгим государственным планированием бюджета и введёнными правительством ограничениями на внешнюю торговлю, потоки иностранной валюты, прямые иностранные инвестиции и частный сектор, участие в определённых областях (таких как вещание, телекоммуникации, энергетика, добыча полезных ископаемых). Период закончился экономическим кризисом и сопровождался инфляцией, достигшей трёхзначных уровней в 1979 году. Наконец, в 1983 году новый премьер-министр Тургут Озал инициировал серию реформ, направленных на то, чтобы перевести экономику из государственнической изолированной системы в более рыночную модель.

### Россия
Некоторые учёные и аналитики описывают политический режим, установившийся в России после 2000 года с президентством Владимира Путина как этатистский.
Советник президента Российской Федерации Владислав Сурков на встрече с президентом студенческой ассоциации Колумбийского университета сравнил современную Россию с Турцией времён Ататюрка.

### Франция
Географ Жак Леви был яростным критиком французского этатизма. Он описывал Францию как «страну единого масштаба», слишком централизованную, и «уставшую от этатизма». Он выступал за переход к более территориальному федерализму, отдавая предпочтение более нижним административным и территориальным уровням: мегаполисам и регионам.

## Цитаты
- «Многочисленность законов в государстве есть то же, что большее число лекарей: признак болезни и бессилия» — Вольтер.
- «Фашистское государство, высшая и самая мощная форма личности, есть сила, но сила духовная. Она синтезирует все формы моральной и интеллектуальной жизни человека. Поэтому государство невозможно ограничить задачами порядка и охраны, как этого хотел либерализм. Это не простой механизм, разграничивающий сферы предполагаемых индивидуальных свобод. Государство есть внутренняя форма и норма, дисциплинирующая всю личность и охватывающая, как её волю, так и разум. Его основное начало главное вдохновение человеческой личности, живущей в гражданском обществе, проникает в глубину, внедряется в сердце действующего человека, будь он мыслитель, артист или учёный: это душа души.» — Бенито Муссолини, «Доктрина фашизма».
- «Два всадника, сидя на одном коне, дерутся друг с другом — прекрасная аллегория государственного устройства!» — Георг Лихтенберг.
- «Забота о благосостоянии граждан не должна входить в число юридических обязанностей государства, так как результат такой заботы не может стать правовым (то есть всеобщим) принципом, поддающимся одинаковому применению» — Иммануил Кант.
- «Пока есть государство, нет свободы. Когда будет свобода, не будет государства» — Владимир Ленин.
- «Государство пухло, а народ хирел» — Василий Ключевский.
- «Государство — это я» — Людовик XIV.
- «Чем ближе государство к падению, тем многочисленнее его законы» — Тацит Публий Корнелий.
- «При отсутствии справедливости, что такое государства, как не большие разбойничьи шайки; так как и самые разбойничьи шайки что такое, как не государства в миниатюре?» — Августин.
- «Тоталитарное государство устанавливает неопровержимые догмы и меняет их со дня на день» — Джордж Оруэлл.
- «Если бы природа имела столько законов, как государство, сам Господь не в состоянии был бы управлять ею» — Людвиг Берне.
- «Чем больше государство планирует, тем труднее становится планировать индивиду» — Фридрик Хайек.

#### Противоположные взгляды
- Антиэтатизм
- Анархизм
- Либертарианство
- Минархизм
- Laissez-faire
- Децентрализация
- Субсидиарность
- Правовой плюрализм

#### Родственные концепции
- Большое государство
- Фашизм
- Национал-социализм
- Государственный социализм
- Империализм
- Государственный интервенционизм
- Корпоративизм
- Государственный капитализм
- Дирижизм
- Авторитаризм
- Автократия
- Тоталитаризм